# Eutrichota sclerotacra
Eutrichota sclerotacra este o specie de muște din genul Eutrichota, familia Anthomyiidae, descrisă de Fan în anul 1984. Conform Catalogue of Life specia Eutrichota sclerotacra nu are subspecii cunoscute.